# 76-я гвардейская десантно-штурмовая дивизия
76-я гварде́йская десантно-штурмова́я Черни́говская Краснознамённая, о́рдена Суво́рова диви́зия (до 1943 года — 157-я стрелковая, до 1946 года — 76-я гвардейская стрелковая, до 2006 года — 76-я гвардейская воздушно-десантная дивизия) — старейшее из ныне существующих соединений Воздушно-десантных войск России, правопреемница 157-й стрелковой дивизии (1-го формирования), сформированной 1 сентября 1939 года на базе 221-го Черноморского стрелкового полка 74-й Таманской стрелковой дивизии.
Условное наименование — Войсковая часть № 07264 (в/ч 07264). Сокращённое наименование — 76 гв. дшд.
Пункт постоянной дислокации — город Псков; один из десантных полков дивизии расположен в пригородном посёлке Черёха. Просторечно-обиходное название — «Псковская дивизия» по месту постоянной дислокации (почётное наименование Черниговская присвоено приказом Верховного Главнокомандующего 21 сентября 1943 года).
В годы Великой Отечественной войны боевой путь дивизии был связан с обороной городов, которые впоследствии стали городами-героями: Одессы, Керчи и Сталинграда. Пройдя через Курскую дугу, форсирование Днепра, а также бои в Белоруссии, дивизия закончила войну в Германии.
С 1994 по 1995 год отдельные подразделения и части дивизии принимали участие в Первой чеченской войне, с 1999 по 2004 год — во Второй чеченской войне. Офицеры, солдаты и сержанты дивизии также принимали участие в военной операции в Косово в 1999—2001 годах и в войне в Грузии в августе 2008-го. В 2014 году военнослужащие дивизии принимали участие в аннексии Крыма и войне в Донбассе, в 2022 году — во вторжении России на Украину.

## История

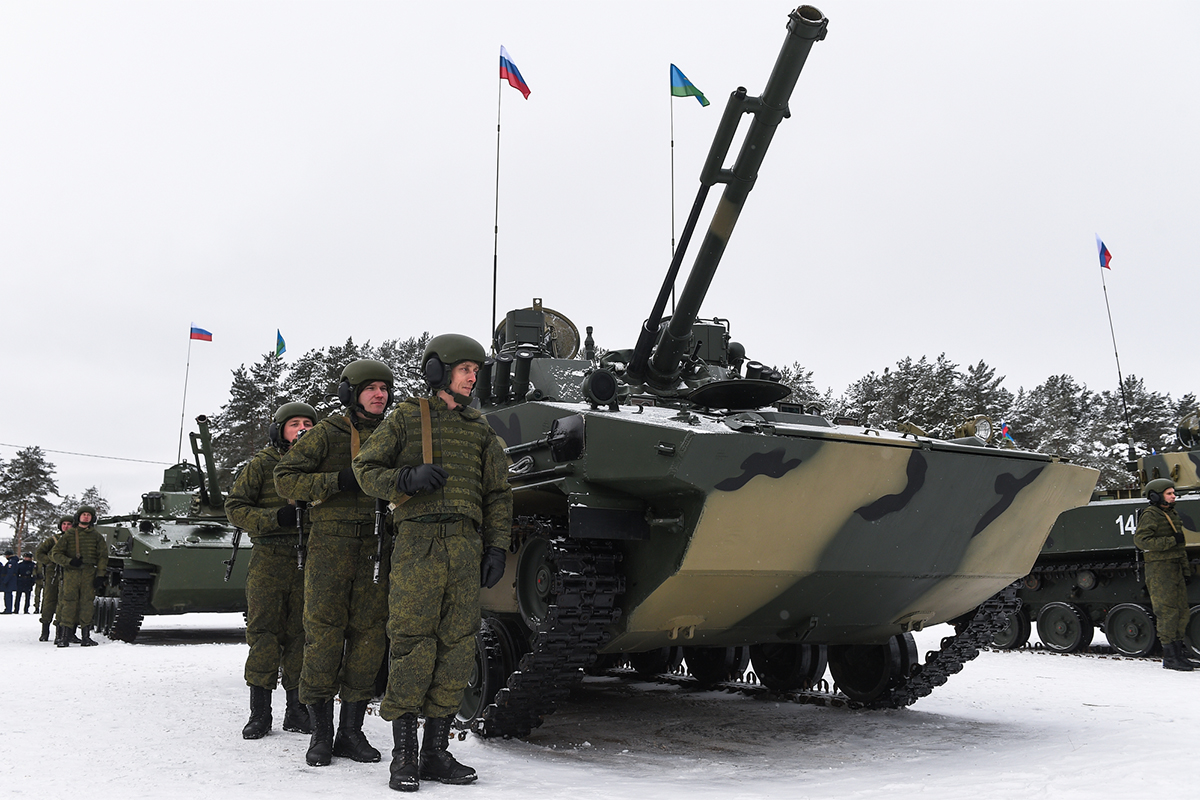
БМД-4М 104-го гв. дшп. 6 февраля 2018 года

### 157-я стрелковая дивизия (1939—1943)
157-я стрелковая дивизия (первичное наименование) была развёрнута на базе 221-го стрелкового Черноморского полка 74-й стрелковой Таманской дивизии, созданной в 1925 году на основе 22-й стрелковой Краснодарской дивизии. К началу Великой Отечественной войны дивизия находилась в составе войск Северо-Кавказского военного округа и с началом боевых действий получила задачу подготовить оборонительный рубеж по черноморскому побережью.
Первое боевое крещение дивизии состоялось во время обороны Одессы. 22 сентября 1941 года части и подразделения дивизии сменили оборонявшихся и на рассвете перешли в наступление, в ходе которого дивизия овладела совхозом Ильичёвка и селением Гильдендорф. За мужество и отвагу командующий Одесским оборонительным районом объявил личному составу соединения благодарность.
6 октября 1941 года подразделения дивизии были передислоцированы в Севастополь.
Войска Приморской армии не успели усилить оборону Перекопского перешейка, Армянск был утерян до их прибытия. Исключение составила 157-я дивизия под командованием полковника Д. И. Томилова, которая прибыла раньше других и воевала в районе станции Воинка, отбивая удары противника после его прорыва через озёрные дефиле.
20 октября 1941 года немецкая авиация накрыла командный пункт 157-й дивизии — прямым попаданием было убито 11 командиров и политработников, почти все руководство соединения вышло из строя.
20 ноября 1941 года дивизия была передислоцирована в Новороссийск, чтобы участвовать в Керченско-феодосийской десантной операции — первой стратегической совместной наступательной операции Закавказского фронта и сил Черноморского флота на приморском направлении. В результате 9 суток боевых действий Керченский полуостров был очищен от врага и оказана поддержка осаждённому Севастополю. 157-я дивизия достигла рубежа деревни Карагоз.
После утери внезапности советского наступления, подтянув подкрепления, немецко-румынские войска уже к 18 января 1942 выбили советские войска из Феодосии. После ряда неудачных наступлений вновь созданного Крымского фронта линия обороны стабилизировалась на Парпачском перешейке. К моменту начала операции «Охота на дроф» 8 мая 1942 157-я дивизия находилась в резерве в ближнем тылу, занимая район Армаэли (ныне Батальное) — Минарели-Шибань (ныне Ерофеево). 9-10 мая её части выдвинулась навстречу наступающему южному флангу немцев, но успеха не имели. Понеся потери к 12 мая остатки дивизии не смогли удержать линию Турецкого вала и под ударами 170-й пехотной дивизии начали отход к Керчи. 14-18 мая находились на южном фланге советского фронта в городской черте и по ночам плавсредствами были переправлены на Тамань.
С 25 по 30 июля 1942 года дивизия вела боевые действия по уничтожению немецких войск, переправившихся на левый берег Дона. За успешные боевые действия и освобождение станицы Красноярская командующий Северо-Кавказским фронтом Маршал Советского Союза С. М. Будённый объявил личному составу благодарность.
В первой половине августа 1942 года дивизия отошла на северный берег реки Аксай, где её подразделения вели непрерывные оборонительные бои. В этих боях отличился пулемётчик красноармеец Афанасий Ермаков, которому первому из дивизии было присвоено звание Героя Советского Союза (Указ Президиума Верховного Совета СССР 5 ноября 1942 г.). С сентября 1942 года дивизия в составе 64-й армии Сталинградского фронта занимала оборону на рубеже Горная Поляна — Елхи.
С 10 января 1943 года дивизия в составе войск Сталинградского фронта, с февраля Донского фронта, приняла участие в заключительной части Сталинградской битвы, операции «Кольцо», с целью уничтожения окружённого противника. В боях под Сталинградом подразделениями дивизии было уничтожено более 10 тысяч солдат и офицеров противника и более 10 тысяч взято в плен. Приказом НКО СССР от 1 марта 1943 года № 107 157-я стрелковая дивизия за мужество и героизм личного состава, проявленные в ходе Сталинградской битвы, преобразована в 76-ю гвардейскую стрелковую дивизию.

#### Состав 157-й сд
- 384-й стрелковый полк — майор Павловский (1942);
- 633-й стрелковый полк — майор Мохов (1942);
- 716-й стрелковый полк — полковник Андрусенко (1942);
- 422-й артиллерийский полк — майор Аистов (1942).

### 76-я гвардейская стрелковая дивизия (1943—1946)
До 3 июля 1943 года части и подразделения дивизии находились в составе Брянского фронта в районе города Белёв Тульской области. Дивизия принимала участие в Курской битве на северном фасе Курского выступа. 12 июля части и подразделения дивизии в составе 61-й армии, в рамках наступления против 2-й танковой и 9-й армий немецких войск в районе Орла форсировали Оку и к исходу дня овладели плацдармами, уничтожив более 1500 солдат и офицеров противника, 45 огневых точек, 2 танка, и пленили 35 немцев. В числе других личный состав 76-й дивизии был отмечен благодарностью Верховного Главнокомандующего.
8 сентября 1943 дивизия выступила из района Орла под Чернигов. За трое суток непрерывного наступления подразделения дивизии продвинулись на 70 километров и на рассвете 20 сентября подошли к деревне Толстолес, в трёх километрах северо-восточнее Чернигова, а затем, овладев городом, продолжили наступление на запад. Приказом Верховного Главнокомандующего от 21 сентября 1943 года № 20 дивизии была объявлена благодарность и присвоено почётное наименование Черниговская.
В составе 1-го Белорусского фронта 17 июля 1944 года дивизия начала наступление северо-западнее Ковеля. 21 июля передовые части дивизии с жестокими боями стали продвигаться на север, к Бресту. 26 июля войска, наступавшие с севера и с юга, соединились в 20—25 километрах западнее Бреста, окружив группировку противника. За выход на государственную границу СССР и освобождение города Бреста дивизия награждена орденом Красного Знамени.
25 января 1945 года в составе 2-го Белорусского фронта части и подразделения дивизии перекрыли выход из города Торунь, мощного опорного пункта на Висле, а затем уничтожили 32-тысячную группировку противника, оборонявшую город. 23 марта 1945 года дивизия штурмом овладела городом Цоппот, вышла к Балтийскому морю и развернулась фронтом на юг. К утру 25 марта в составе корпуса дивизия захватила город Оливу и продвинулась на Данциг. 30 марта ликвидация данцигской группировки была завершена.
24 апреля дивизия сосредоточилась в районе Картна, в 20 километрах южнее Штеттина. На рассвете 26 апреля соединение на широком фронте форсировало канал Рандов и, прорвав оборонительный рубеж противника, к исходу дня очистило от немцев город Пренцлау. 2 мая дивизия овладела городом Гюстров, а 3 мая, пройдя ещё около 40 километров, очистила от врага города Каров и Бютцов. Передовые отряды вышли к Балтийскому морю и на окраине города Висмар встретились с частями воздушно-десантной дивизии экспедиционной армии союзников. На этом 76-я дивизия закончила боевые действия против немецких войск и приступила к несению патрульной службы на побережье.
За годы войны высокое звание Героя Советского Союза в дивизии получили 50 бойцов, а свыше 12 тысяч награждены орденами и медалями.
Сразу после войны 76-я дивизия была передислоцирована из Германии на территорию Советского Союза, сначала в Калужскую область, затем в город Новгород, а в июне 1946 года преобразовывается в 76-ю гвардейскую воздушно-десантную дивизию в составе 15-го гвардейского воздушно-десантного корпуса. Весной 1947 года дивизия была передислоцирована в город Псков.

### 76-я гвардейская воздушно-десантная дивизия (1946—2006)
В июле 1983 года разведывательная рота дивизии принимала участие в десантировании с личным составом внутри БМД-1. В экипаже было по 2 человека: механик-водитель и командир (наводчик-оператор). В рамках программы «Кентавр», по названию системы десантирования внутри боевой машины, всего было десантировано 9 БМД с трёх кораблей на Гоже-Пореченский полигон (Беларусь). Из девяти экипажей два были созданы из военнослужащих разведывательной роты 104-го гвардейского парашютно-десантного полка. Остальной состав разведроты десантировался вместе с командиром дивизии Георгием Шпаком на парашютах.
На учениях присутствовал Министр обороны СССР Маршал Советского Союза Дмитрий Устинов. Участники первого в мире десантирования внутри боевых машин целым подразделением были награждены медалями «За боевые заслуги» (солдаты и сержанты) и орденами Красной Звезды (офицеры), всего 18 человек.
В 1988 году дивизия принимала участие в ликвидации последствий землетрясения в Армении. В период с 1988 по 1992 год десантники дивизии участвовали в сдерживании межнациональных конфликтов в Армении, Азербайджане (Чёрный январь), Грузии, Кыргызстане, Прибалтике, Приднестровье, Северной и Южной Осетии. 13 января 1991 года осуществляла штурм телецентра в Вильнюсе совместно со спецподразделением КГБ «Альфа».
В 1991 году 104-й и 234-й гвардейские парашютно-десантные полки были награждены вымпелом МО СССР «За мужество и воинскую доблесть». Ранее вымпелом МО СССР была награждена дивизия в целом и её артиллерийский полк. В июле 1994 года впервые в истории десантники дивизии провели совместные учения со своими французскими коллегами (во Пскове и Франции).
С 1994 по 1995 года дивизия принимала участие в Первой чеченской войне. Боевые потери дивизии составили 120 солдат, сержантов, прапорщиков и офицеров. За мужество и героизм, проявленные при выполнении специального задания по наведению конституционного порядка на территории Чечни, многие гвардейцы-десантники награждены орденами и медалями, а десять офицеров удостоены звания Героя Российской Федерации. Двоим из них — командиру разведывательной роты гвардии капитану Юрию Никитичу и командиру батальона гвардии подполковнику Сергею Пятницких это звание присвоено посмертно.
С 18 августа 1999 года по 2004 год личный состав дивизии участвовал во Второй чеченской войне. За этот период времени воины-десантники принимали участие в освобождении населённых пунктов Карамахи, Гудермес, Аргун и в операции по блокированию Веденского ущелья. В большинстве операций личный состав получил высокую оценку объединённого командования группировки войск на Северном Кавказе.
Массовый героизм в бою у высоты 776 (2000 год) с бандформированиями Хаттаба проявил личный состав 6-й роты 104-го гвардейского парашютно-десантного полка. Ценой своей жизни десантники нанесли серьёзный урон группировке противника. За этот подвиг 22 гвардейца (из них 21 посмертно) были удостоены звания Героя РФ, 69 солдат и офицеров 6-й роты награждены орденами Мужества (63 из них — посмертно).
22 июня 2001 года, в соответствии с директивой Генерального штаба Вооружённых Сил РФ, был расформирован 237-й гвардейский парашютно-десантный полк, входивший в состав дивизии с момента её формирования. В 2005 году проведены учения с военнослужащими 26-й воздушно-десантной бригады «Саарланд» ФРГ и совместные антитеррористические учения на территории Индии, Китая, Узбекистана.
В 2004 году 76-я гвардейская Черниговская воздушно-десантная дивизия первой в России перешла на контрактную систему комплектования личным составом.

### 76-я гвардейская десантно-штурмовая дивизия (с 2006)
С 2006 года дивизия является десантно-штурмовой. По словам бывшего командующего ВДВ генерала-полковника А. П. Колмакова, как в воздушно-десантной дивизии, так и в десантно-штурмовой 100 процентов личного состава готовы десантироваться парашютным способом. В десантно-штурмовой дивизии, в отличие от парашютно-десантной, в каждом полку имеется один усиленный батальон, способный десантироваться с техникой. Это обусловлено реальным состоянием военно-транспортной авиации, географической привязкой мест дислокации частей ВДВ и оптимизацией организационно-штатного состава ВДВ.
В 2008 году военнослужащие дивизии участвовали в войне в Грузии. С 2012 года на территории дивизии располагается 25-я отдельная гвардейская мотострелковая Севастопольская Краснознамённая бригада имени Латышских стрелков.

### Захват Крыма (2014)
В 2014 году дивизия принимала участие в захвате Крыма. Два десантных подразделения ССО 76-й дивизии около 30 бойцов каждый высадились в Севастополе и захватили парламент и правительственный квартал в Симферополе.

### Война на Донбассе
В ходе войны на востоке Украины 21 августа 2014 года Совет национальной безопасности и обороны Украины заявил, что в бою под Луганском украинские военные захватили две боевые машины десанта 76-й дивизии ВДВ.
Утром 25 августа под Псковом в деревне Выбуты неподалёку от полигона дивизии прошли похороны десантников, погибших при неизвестных обстоятельствах, а региональная газета «Псковская губерния» опубликовала фотографии свежих могил десантников Осипова и Кичаткина. 25 августа в Павловском районе Воронежской области был похоронен командир парашютно-десантной роты дивизии Антон Короленко, который по словам начальника отдела военного комиссариата Воронежской области по городу Павловск, Павловскому и Верхнемамонскому районам Михаила Харьковского погиб «при исполнении служебных обязанностей» 19 августа.
3 сентября 2014 года издание «Псковская губерния» опубликовала, как оно утверждает, расшифровку двух переговоров военнослужащих 76-й ГДШД, якобы предоставленных действующими военными этой дивизии, на которых обсуждается участие подразделения в боевых действиях и гибель в них её солдат и офицеров. По мнению редакции речь шла о боевых действиях на территории Украины.
16 сентября 2014 года депутат Псковского областного собрания депутатов и директор издания «Псковская губерния» Лев Шлосберг направил депутатский запрос в Главную военную прокуратуру России с требованием выяснить место и обстоятельства смерти 12 десантников дивизии вне мест постоянной дислокации их подразделений, факты гибели и захоронения которых точно установлены, а причины и обстоятельства нет: Александра Баранова, Сергея Волкова, Дмитрия Ганина, Василия Герасимчука, Алексея Карпенко, Тлеужана Кинибаева, Леонида Кичаткина, Антона Короленко, Александра Куликова, Максима Мезенцева, Александра Осипова, Ивана Сокола. По данным Шлосберга они погибли в разные дни с 12 июля по 3 сентября 2014 года.
28 октября 2014 года Главная военная прокуратура России ответила Льву Шлосбергу, что установлены обстоятельства гибели перечисленных в запросе военнослужащих вне мест постоянной дислокации их подразделений и проводится дальнейшая проверка. Также ГВП указала, что учения проводятся в соответствии с приказами органов военного управления. Мероприятия, проводимые войсками вне мест постоянной дислокации, а также события, случившиеся на них, представляют государственную тайну и разглашению не подлежат. Нарушений в связи с депутатским запросом Главной военной прокуратурой не выявлено.
На мемориальной доске в посёлке Североонежск Плесецкого муниципального района Архангельской области — родине старшего сержанта 234-го ГДШП Кичаткина, установленной городским отделением Всероссийской общественной организации «Боевое Братство» г. Мирного, местом его гибели указана Украина. Согласно надгробному памятнику, Кичаткин награждён Орденом Мужества. Датой гибели на мемориальной доске и надгробье указано 20 августа 2014 года.
Указом президента России № 571 от 18 августа 2014 дивизия награждена орденом Суворова.
3996-й военный аэромобильный госпиталь дивизии принимал участие в военной операции России в Сирии.

### Вторжение на Украину (2022)
Журналисты Reuters посетили город Буча под Киевом, опросив очевидцев, изучив фото-, видеодоказательства и документы, оставленные россиянами после отступления из Киевской области в ходе вторжения на Украину в 2022 году. Расследование Reuters обнаружило документы, подтверждающие, что военнослужащие 76-й дивизии были среди сил, оккупировавших Бучу в начале 2022 года. Расследование показало связь военнослужащих дивизии с актами насилия в отношении безоружных.
В середине июня журналисты установили личности восьми псковских десантников, находившихся в Буче во время оккупации. Военные воспользовались телефоном притворившегося убитым в ходе массового расстрела местного жителя для звонков домой. Трое из восьми российских военнослужащих на момент выхода журналистского расследования погибли.
Прокуратура Украины обвиняет командовавшего дивизией генерал-майора Сергея Чубарыкина в преступлении агрессии за ведение незаконной войны за преступления в Буче в ходе российской оккупации Киевской области во время войны с Украиной. Также прокуратура подозревает наводчика в убийстве двоих взрослых и двоих детей под Бучей в марте 2022 года.
Осенью 2022 года дивизия была переброшена под Херсон, где пыталась сдерживать продвижение сил ВСУ к Бериславу. В ноябре вместе с другими силами ВС РФ ушла из правобережья Херсонской области.
В конце августа 2023 года сообщалось о переброске дивизии на запорожский фронт для предотвращения продвижение ВСУ в направлении Токмак — Мелитополь.
Один из десантников бригады, Айдын Жамидулов, обвиняется в убийстве в январе 2023 года жительницы оккупированного Россией Луганска.
В конце 2023 года в интернете появилось видео расстрела россиянами троих украинских военнопленных, предположительно, военнослужащих 82-й бригады. Событие произошло около села Роботино Запорожской области. По данным украинского следствия, военнослужащие РФ взяли в плен трёх украинских военных, которых через час расстреляли. Генпрокуратура Украины подозревает в казни военных из российской 76-й дивизии.
30 декабря 2024 ВСУ с помощью ракет Storm Shadow поразили командный пункт дивизии во Льгове, в результате чего погибли по меньшей мере 8 офицеров, в том числе начальник связи подполковник Валерий Терещенко. Исследователи группы «Медиазона» совместно с российской службой Би-Би-Си выяснили, что по состоянию на то время 76-я ДШД потеряла убитыми не менее 607 солдат и офицеров.

## Состав
- 234-й гвардейский стрелковый Черноморский ордена Кутузова полк
- 237-й гвардейский стрелковый Торуньский Краснознамённый полк
- 239-й гвардейский стрелковый Гданьский Краснознамённый полк (ранее — 716-й стрелковый полк) — расформирован в 1946 году
- 154-й гвардейский артиллерийский полк
- 77-й отдельный гвардейский истребительно-противотанковый дивизион
- 78-я отдельная гвардейская разведывательная рота
- 83-й отдельный гвардейский сапёрный батальон
- 105-я отдельная гвардейская рота связи (105-й отдельный гвардейский батальон связи)
- 586-й (82-й) отдельный медико-санитарный батальон
- 80-я отдельная гвардейская рота химической защиты
- 729-я (81-я) автотранспортная рота
- 661-я (76-я) полевая хлебопекарня
- 679-й (73-й) дивизионный ветеринарный лазарет
- 492-я полевая почтовая станция
- 217 полевая касса Государственного банка СССР[37]

- управление (штаб)
- 104-й гвардейский десантно-штурмовой Краснознамённый, ордена Кутузова полк
- 234-й гвардейский десантно-штурмовой Черноморский ордена Кутузова полк имени Святого благоверного Александра Невского
- 237-й гвардейский десантно-штурмовой Торуньский Краснознамённый полк
- 1140-й гвардейский артиллерийский дважды Краснознамённый полк
- 4-й гвардейский (с 22 июля 2015 года[38]) зенитный ракетный полк (бывший 165-й отдельный зенитный ракетный дивизион)
- 656-й отдельный инженерно-сапёрный ордена Богдана Хмельницкого батальон
- 124-й отдельный танковый батальон
- 728-й отдельный батальон связи
- 3996-й военный госпиталь (аэромобильный). Весь личный состав имеет парашютную подготовку, от 3 прыжков.
- 1682-й отдельный батальон материального обеспечения
- 175-й отдельный разведывательный батальон
- добровольческий батальон «Москва»[39]
- отдельная рота десантного обеспечения
- отдельная рота радиационной, химической и биологической защиты
- комендантская рота
- отдельная ремонтная рота дивизии
- 201-я станция фельдъегерско-почтовой связи

## Награды дивизии
- 1 марта 1943 года —  почётное звание «Гвардейская» — присвоено приказом НКО СССР № 107 от 1 марта 1943 года за проявленную отвагу в боях за Отечество с немецкими захватчиками, за стойкость, мужество, дисциплину и организованность, за героизм личного состава, проявленные в ходе Сталинградской битвы
- 21 сентября 1943 года — почётное наименование «Черниговская» — присвоено приказом Верховного Главнокомандующего от 21 сентября 1943 года в ознаменование одержанной победы и отличие в боях при форсировании реки Десна и за освобождение города Чернигова
- 9 августа 1944 года —  Орден Красного Знамени — награждена указом Президиума Верховного Совета СССР от 9 августа 1944 года за образцовое выполнение заданий командования в боях при прорыве обороны немцев западнее Ковель и проявленные при этом доблесть и мужество[40]
- 18 августа 2014 года —  Орден Суворова — награждена указом Президента РФ № 571 от 18 августа 2014 года за успешное выполнение боевых заданий командования и проявленные при этом личным составом мужество и героизм.

Награды частей дивизии:
- 234-й гвардейский стрелковый Черноморский ордена Кутузова[41] полк
- 237-й гвардейский стрелковый Торуньский[42] Краснознамённый[43] полк
- 239-й гвардейский стрелковый Гданьский[44] Краснознамённый[43] полк
- 154-й гвардейский артиллерийский Краснознамённый[45] полк
- 77-й отдельный гвардейский истребительно-противотанковый ордена Суворова[41] дивизион
- 83-й отдельный гвардейский сапёрный ордена Богдана Хмельницкого[41] батальон
- 105-й отдельный гвардейский ордена Красной Звезды[41] батальон связи

## Отличившиеся воины
Герои Советского Союза и Российской федерации.
В дивизии 50 Героев Советского Союза за период Великой Отечественной войны.
Первому это звание было присвоено пулемётчику красноармейцу Афанасию Ермакову 5 ноября 1942 года за уничтожение свыше 400 военнослужащих противника на дальних подступах к городу Сталинграду.
Высшей награды СССР и Российской Федерации также удостоены:
- Абрамов, Афанасий Нестерович, гвардии лейтенант, командир взвода 237-го гвардейского стрелкового полка.
- Александров, Василий Иванович, гвардии старший сержант, командир орудия 154-го гвардейского артиллерийского полка.
- Александров, Никита Алексеевич, гвардии старший лейтенант, агитатор 239-го гвардейского стрелкового полка.
- Алексеев, Евсей Алексеевич, гвардии младший сержант, наводчик орудия 5-й батареи 154-го гвардейского артиллерийского полка.
- Андреев, Алексей Дмитриевич, гвардии старший лейтенант, командир роты 237-го гвардейского стрелкового полка.
- Андреев, Николай Михайлович, гвардии сержант, командир отделения 239-го гвардейского стрелкового полка.
- Андрусенко, Корней Михайлович, гвардии полковник, командир 239-го гвардейского стрелкового полка.
- Афанасьев, Семён Ефимович, гвардии красноармеец, стрелок 237-го гвардейского стрелкового полка.
- Баранов, Михаил Павлович, гвардии младший сержант, стрелок 239-го гвардейского стрелкового полка.
- Бахарев, Пётр Михайлович, гвардии лейтенант, комсорг батальона 239-го гвардейского стрелкового полка.
- Болодурин, Иван Петрович, гвардии сержант, командир пулемётного отделения 234-го гвардейского стрелкового полка.
- Гендреус, Генрих Иосипович, гвардии сержант, командир пулемётного отделения 234-го гвардейского стрелкового полка.
- Голоднов, Алексей Васильевич, гвардии красноармеец, пулемётчик 234-го гвардейского стрелкового полка.
- Гридин, Дмитрий Алексеевич, гвардии старший лейтенант, командир батареи 154-го гвардейского артиллерийского полка.
- Демидов, Александр Александрович, гвардии красноармеец, сапёр сапёрного взвода 234-го гвардейского стрелкового полка.
- Завгородний, Григорий Демидович, гвардии капитан, командир батареи 154-го гвардейского артиллерийского полка.
- Закиров, Ахмет Закирович, гвардии младший лейтенант, командир взвода 7-й стрелковой роты 239-го гвардейского стрелкового полка.
- Заулин, Иван Александрович, гвардии сержант, командир пулемётного 234-го гвардейского стрелкового полка.
- Зозуля, Максим Митрофанович, гвардии старший сержант, помощник командира взвода 237-го гвардейского стрелкового полка.
- Иванкин, Юрий Петрович, гвардии красноармеец, стрелок 239-го гвардейского стрелкового полка.
- Кизатов, Жалел Кизатович, гвардии лейтенант, командир взвода управления батареи 154-го гвардейского артиллерийского полка.
- Кирик, Иван Васильевич, гвардии старшина, командир отделения 239-го гвардейского стрелкового полка.
- Кирсанов, Александр Васильевич, гвардии генерал-майор, командир дивизии.
- Кострикин, Владимир Михайлович, гвардии младший сержант, командир отделения 239-го гвардейского стрелкового полка.
- Куманёв, Павел Маркелович, гвардии лейтенант, командир взвода 237-го гвардейского стрелкового полка.
- Курманов, Акан, гвардии сержант, командир пулемётного отделения 234-го гвардейского стрелкового полка.
- Куропятник, Дмитрий Григорьевич, гвардии сержант, командир пулемётного отделения 234-го гвардейского стрелкового полка.
- Лактионов, Пантелей Борисович, гвардии старший лейтенант, командир пулемётной роты 239-го гвардейского стрелкового полка.
- Лапушкин, Филипп Семёнович, гвардии сержант, командир отделения 239-го гвардейского стрелкового полка.
- Личинко, Александр Сергеевич, гвардии старший сержант, командир отделения 239-го гвардейского стрелкового полка.
- Малясов, Виктор Александрович, гвардии капитан, командир батальона 234-го гвардейского стрелкового полка.
- Масляков, Георгий Гаврилович, гвардии красноармеец, пулемётчик 234-го гвардейского стрелкового полка.
- Матюк, Арсентий Васильевич, гвардии красноармеец, стрелок 234-го гвардейского стрелкового полка.
- Махов, Николай Фёдорович, гвардии сержант, командир отделения 237-го гвардейского стрелкового полка.
- Озерин, Алексей Николаевич, гвардии сержант, командир отделения 237-го гвардейского стрелкового полка.
- Павловский, Анатолий Михайлович, гвардии подполковник, командир 234-го гвардейского стрелкового полка.
- Пахолюк, Иван Арсентьевич, гвардии капитан, командир дивизиона 154-го гвардейского артиллерийского полка.
- Проценко, Леонид Алексеевич, гвардии красноармеец, старший телефонист батареи 154-го гвардейского артиллерийского полка.
- Русаков, Василий Александрович, гвардии ефрейтор, стрелок 234-го гвардейского стрелкового полка.
- Сафронов, Пётр Сергеевич, гвардии ефрейтор, стрелок 234-го гвардейского стрелкового полка.
- Слобоцков, Михаил Михайлович, гвардии красноармеец, пулемётчик 239-го гвардейского стрелкового полка.
- Собко, Иван Кузьмич, гвардии старший лейтенант, командир пулемётной роты 234-го гвардейского стрелкового полка.
- Тарнопольский, Абрам Исаакович, гвардии капитан, командир батальона 234-го гвардейского стрелкового полка.
- Фролов, Иван Васильевич, гвардии лейтенант, командир взвода 50-мм миномётов 4-й стрелковой роты 234-го гвардейского стрелкового полка.
- Хомрач Владимир Гаврилович, гвардии старший сержант, командир миномётного расчёта 239-го гвардейского стрелкового полка.
- Хромых, Василий Петрович, гвардии капитан, командир батальона 239-го гвардейского стрелкового полка.
- Черешнев, Гавриил Егорович, гвардии старший лейтенант, командир роты автоматчиков 237-го гвардейского стрелкового полка.

 Кавалеры ордена Славы трёх степеней
- Чугай, Александр Иванович, гвардии ефрейтор, разведчик 239-го гвардейского стрелкового полка. Погиб в бою 19 марта 1945 года[47].

 Герои Российской федерации.
В послевоенный период за участие в специальных боевых и миротворческих мероприятиях 33 военнослужащих дивизии были удостоены звания Герой Российской Федерации.
- Ахтырский, Иван Геннадьевич, гвардии младший сержант, командир отделения.
- Бичаев, Александр Олегович Гвардии старший лейтенант. Командир зенитно-ракетного взвода зенитно-ракетной батареи 2-го десантного батальона 237-го гвардейского десантно-штурмового полка
- Васильев, Николай Михайлович Гвардии майор. заместитель командира батальона по воздушно-десантной подготовке 234-го гвардейского десантно-штурмового полка
- Виселков, Александр Александрович Гвардии лейтенант.
- Дарченко, Дмитрий Григорьевич Гвардии лейтенант. Командир взвода ремонтной роты 237-го гвардейского десантно-штурмового полка.
- Дементьев, Денис Геннадьевич Командир парашютно-десантного взвода 104-го гвардейского десантно-штурмового полка.
- Досягаев, Александр Сергеевич Гвардии подполковник. Командир 2-го десантно-штурмового батальона 104-го гвардейского десантно-штурмового полка. (посмертно)
- Дудко, Борис Александрович Гвардии майор.Заместитель командира 124 отдельного танкового батальона.
- Евлампиев Сергей Николаевич, гвардии подполковник, командир 175 отдельного разведывательного батальона.
- Малыйкин, Давид Алексеевич Гвардии ефрейтор. Механик-водитель разведывательного взвода  175-го разведывательного батальона.
- Матвеев, Тимофей Александрович Механик-водитель, затем командир танка 124-го отдельного танкового батальона.
- Матлахов, Александр Родионович заместитель командира роты – инструктор воздушно-десантной подготовки роты специального назначения 195-го отдельного разведывательного батальона
- Мацкевич, Вячеслав Юрьевич командир десантно-штурмового взвода гвардейского десантно-штурмового полка.
- Муссагалеев, Нурсултан Серкбаевич, гвардии лейтенант, командир роты.
- Нурахметов, Жумагельды Аитмухамедович Гвардии капитан, командир танковой роты 124-го отдельного танкового батальона.
- Петров, Никита Александрович Гвардии лейтенант, командир парашютно-десантного взвода 234-го гвардейского десантно-штурмового полка
- Пятин, Сергей Витальевич Гвардии младший лейтенант, наводчик-оператор танка командира роты.
- Раизов, Жумабай Нурбаевич  Гвардии старший лейтенант, Командир 2-й парашютно-десантной роты 104-го гвардейского десантно-штурмового полка.
- Сафин, Алмаз Минигалеевич  Гвардии старшина, разведчик-оператор  237-го гвардейского десантно-штурмового полка.
- Стефанов, Александр Иванович Гвардии подполковник, командир 1-го парашютно-десантного батальона 104-го гвардейского десантно-штурмового полка.
- Слугин, Григорий Александрович Начальник штаба батальона 237-го гвардейского десантно-штурмового полка.
- Тамазов, Тимур Мухамедович Гвардии капитан, командир сводного штурмового отряда «Шторм».
- Тринадцатый, Сергей Романович Гвардии рядовой, Командир отделения 7-й десантно-штурмовой роты 237-го гвардейского десантно-штурмового полка
- Широков, Константин Викторович Гвардии майор, командир противотанковой батареи 104 гвардейского десантно-штурмового Краснознамённого ордена Кутузова полка.
- Шишов, Денис Николаевич гвардии генерал-майор.

## Почётные солдаты
- Приказом Министра обороны СССР от 20 апреля 1985 года Василий Маргелов зачислен почётным солдатом в списки 1-й парашютно-десантной роты 104-го гвардейского десантно-штурмового полка[48].
- Герой Советского Союза гвардии майор Виктор Малясов навечно зачислен в списки 1-й роты 234-го гвардейского десантно-штурмового полка[49].

## Командиры

### 157-я стрелковая дивизия
- Полковник Василий Глаголев (19 августа 1939 — 15 августа 1941)
- Полковник Дмитрий Томилов (16 августа 1941 — 5 декабря 1941)
- Полковник Дмитрий Куропатенко (6 декабря 1941 — 8 января 1942)
- Полковник Дмитрий Томилов (9 января 1942 — 1 июня 1942)
- Полковник Яков Штейман (2 июня 1942 — 15 июня 1942)
- Полковник Дмитрий Куропатенко (16 июня 1942 — 2 сентября 1942)
- Генерал-майор Александр Кирсанов (3 сентября 1942 — 1 марта 1943)

### 76-я гвардейская стрелковая дивизия
- Гвардии генерал-майор Александр Кирсанов (1 марта 1943 — июнь 1946)

### 76-я гвардейская воздушно-десантная дивизия
- Гвардии генерал-майор Александр Кирсанов (июнь 1946 — 30 апреля 1948)
- Гвардии генерал-майор Василий Маргелов (30 апреля 1948 — 15 апреля 1950)
- Гвардии генерал-майор Михаил Еншин (15 апреля 1950 — 29 сентября 1953)
- Гвардии полковник Григорий Холод (19 декабря 1953 — 5 апреля 1955)
- Гвардии генерал-майор Николай Захаров (5 апреля 1955 — 26 января 1957)
- Гвардии генерал-майор Андрей Евдан (26 января 1957 — 14 марта 1959)
- Гвардии полковник Анатолий Полушкин (14 марта 1959 — 18 июня 1962)
- Гвардии генерал-майор Виктор Ометов (18 июня 1962 — 27 июля 1968)
- Гвардии генерал-майор Валентин Костылев (27 июля 1968 — 10 декабря 1971)
- Гвардии генерал-майор Леонид Кузьменко (10 декабря 1971—1976)
- Гвардии генерал-майор Григорий Онищенко (1976—1979)
- Гвардии генерал-майор Альберт Слюсарь (1979—1981)
- Гвардии полковник Юрий Муравьёв (1981—1983)
- Гвардии генерал-майор Георгий Шпак (1983—1986)
- Гвардии генерал-майор Вячеслав Халилов (1986—1990)
- Гвардии генерал-майор Юрий Соседов (1990—1992)
- Гвардии генерал-майор Иван Бабичев (1992—1995)
- Гвардии генерал-майор Александр Попов (1995—1996)
- Гвардии генерал-майор Станислав Семенюта (1996—2005)
- Гвардии генерал-майор Александр Колпаченко (2005—2009)

### 76-я гвардейская десантно-штурмовая дивизия
- гвардии генерал-майор Александр Колпаченко (2005—2009)
- гвардии полковник Игорь Виноградский (2009—2013)
- гвардии генерал-майор Алексей Наумец (27 февраля 2013 — февраль 2018)
- гвардии генерал-майор Игорь Каплий (февраль 2018 — июль 2020)[50]
- гвардии генерал-майор Сергей Чубарыкин (19 июля 2020 — апрель 2022)[51]
- гвардии полковник Денис Шишов (с 18 апреля 2022 по 2025 год)[52]
- гвардии полковник Абдулазиз Шихабидов (март 2025 — апрель 2025)[53]